# 法邮大楼
法邮大楼，全称法国邮船公司大楼，又名M.M.大楼（法語：Former Compagnie des Messageries Maritimes），是位于上海市中山东二路9号的一幢12层高的历史建筑，现名浦江大楼。大楼东临中山东二路，处于延安东路以南，金陵东路以北，是外滩地区较晚建成的历史建筑之一。

## 历史
大楼所处地块位于原上海法租界法兰西外滩，是老法租界的核心区域。1861年，成立近十年的法国邮船公司在法兰西外滩一带购买土地34亩建造房屋，用以拓展其在华业务。20世纪30年代，公司决定重建办公用房。项目由法商营造公司（英語：Minutti & Co.，又名中法实业公司）的瑞士籍建筑师米吕蒂设计。米吕蒂毕业于苏黎世联邦理工学院，在接手该设计项目前，还完成了原毕卡第公寓（今衡山宾馆）的设计。而建筑工程则交由潘荣记营造厂完成。1937年，项目开工，并于1939年2月建成竣工。新楼落成后，法国邮船公司占用底层办公，其余楼层则出租给其他公司机构或个人使用。多名上海律师公会会员曾在楼内办公，金融界人士俞开龄、徐大统也曾工作于此。此外，瑞士领事馆曾于二战期间在大楼内设立英美荷侨民利益办事处，知名中法合资银行中法工商银行也一度租用过大楼作为办公场所。
中华人民共和国建国后，大楼被收归国有，名称也更改为浦江大楼。大楼仍作办公用途，上海市机电产品设计院就曾在楼内办公。2003年，大楼经改建后，作为上海市档案馆新馆使用至今。1994年，大楼被列为第二批上海市优秀历史建筑；2004年，又被列为黄浦区登记不可移动文物。

## 建筑特色
法邮大楼占地面积1840平方米，建筑面积8580平方米，是一幢十二层钢筋混凝土结构的建筑。由于法邮大楼建于20世纪30年代末，所以无论在体量上还是在样式上，法邮大楼都与公共租界外滩（即传统意义上的外滩）建筑群中较早建成的建筑有很大差别：法邮大楼较高，在建成之初曾为法兰西外滩第一高楼。且建筑风格为现代风格。其外立面材质为水刷石，强调竖向线条。建筑由中部的十二层向四周跌落两层，呈现台阶式。除此之外并无其他装饰，体现了现代建筑简洁的特点。